# Elien Nelissen
Elien Nelissen est une joueuse de football belge née le 14 mars 1996. Elle joue actuellement au Standard de Liège.

## Palmarès
- Championne de Belgique (3) : 2014, 2016 et 2017 avec le Standard de Liège
- Championne de Belgique D1 (1) : 2016 avec le Standard de Liège
- Championne de Belgique D2 (1) : 2013 avec le Standard de Liège
- Vainqueur de la Coupe de Belgique (2) : 2018 et 2023 avec le Standard de Liège

## Statistiques

### Ligue des Champions
- 2016-2017 et 2017-2018: 5 matchs avec le Standard de Liège